# Jembatan Gantung
Jembatan Gantung is een bestuurslaag in het regentschap Musi Banyuasin van de provincie Zuid-Sumatra, Indonesië. Jembatan Gantung telt 1377 inwoners (volkstelling 2010).